# Joshua Norris
Pour les articles homonymes, voir Norris.
Joshua Norris (né le 5 mai 1999 à Oxford, dans l'État du Michigan, aux États-Unis) est un joueur américain de hockey sur glace. Il évolue au poste de centre.

## Biographie
Norris dispute deux saisons complètes (2015-2016 et 2016-2017) avec la United States National Development Team dans la USHL.
Le 21 septembre 2016, il s'entend avec les Wolverines du Michigan dans la NCAA avec lesquels il s'aligne à partir de la saison 2017-2018.
Éligible au repêchage d'entrée dans la LNH 2017, il est sélectionné au 1er tour, 19e choix au total, par les Sharks de San José.
Josh Norris est échangé aux Sénateurs d'Ottawa le 13 septembre 2018, avec Chris Tierney, Dylan DeMelo, Rudolfs Balcers ainsi qu'un choix de premier tour alors qu'Erik Karlsson prend la route pour San Jose. 

### Vie privée
Il est le fils de l'ancien joueur de la LNH Dwayne Norris.

## Statistiques

### En club
| Saison     | Équipe                                  | Ligue      |     | Saison régulière | Saison régulière | Saison régulière | Saison régulière | Saison régulière |   | Séries éliminatoires | Séries éliminatoires | Séries éliminatoires | Séries éliminatoires | Séries éliminatoires |
| Saison     | Équipe                                  | Ligue      | PJ  | B                | A                | Pts              | Pun              | PJ               | B | A                    | Pts                  | Pun                  |                      |                      |
| 2015-2016  | United States National Development Team | USHL       | 24  | 2                | 5                | 7                | 16               | -                | - | -                    | -                    | -                    |                      |                      |
| 2016-2017  | United States National Development Team | USHL       | 25  | 12               | 14               | 26               | 18               | -                | - | -                    | -                    | -                    |                      |                      |
| 2017-2018  | Wolverines du Michigan                  | NCAA       | 37  | 8                | 15               | 23               | 24               | -                | - | -                    | -                    | -                    |                      |                      |
| 2018-2019  | Wolverines du Michigan                  | NCAA       | 17  | 10               | 9                | 19               | 10               | -                | - | -                    | -                    | -                    |                      |                      |
| 2019-2020  | Sénateurs d'Ottawa                      | LNH        | 3   | 0                | 0                | 0                | 0                | -                | - | -                    | -                    | -                    |                      |                      |
| 2019-2020  | Senators de Belleville                  | LAH        | 56  | 31               | 30               | 61               | 21               | -                | - | -                    | -                    | -                    |                      |                      |
| 2020-2021  | Sénateurs d'Ottawa                      | LNH        | 56  | 17               | 18               | 35               | 13               | -                | - | -                    | -                    | -                    |                      |                      |
| 2021-2022  | Sénateurs d'Ottawa                      | LNH        | 66  | 35               | 20               | 55               | 16               | -                | - | -                    | -                    | -                    |                      |                      |
| 2022-2023  | Sénateurs d'Ottawa                      | LNH        | 8   | 2                | 1                | 3                | 6                | -                | - | -                    | -                    | -                    |                      |                      |
| 2023-2024  | Sénateurs d’Ottawa                      | LNH        | 50  | 16               | 14               | 30               | 22               | -                | - | -                    | -                    | -                    |                      |                      |
| Totaux LNH | Totaux LNH                              | Totaux LNH | 183 | 70               | 53               | 123              | 57               | -                | - | -                    | -                    | -                    |                      |                      |

### En équipe nationale
| Année | Compétition                                |   | PJ | B | A | Pts | Pun                |  | Résultat |
| 2016  | Défi mondial des moins de 17 ans de hockey | 5 | 2  | 3 | 5 | 4   | 5e place           |  |          |
| 2017  | Championnat du monde moins de 18 ans       | 7 | 3  | 4 | 7 | 2   | Médaille d'or      |  |          |
| 2018  | Championnat du monde moins de 20 ans       | 7 | 0  | 3 | 3 | 2   | Médaille de bronze |  |          |
| 2019  | Championnat du monde moins de 20 ans       | 7 | 3  | 3 | 6 | 4   | Médaille d'argent  |  |          |

## Trophées et honneurs personnels

### Ligue nationale de hockey
- 2020-2021 : sélectionné dans l'équipe d'étoiles des recrues